# Język yaka (ngondi)
Język yaka, także aka, babinga, bambenga, beká, nyoyaka – język z rodziny bantu, używany przez Pigmejów Aka w Republice Środkowoafrykańskiej w prefekturze Lobaye i specjalnej strefie ekonomicznej Sangha-Mbaéré oraz w Kongo. Na język yaka przetłumaczono fragmenty Biblii.
Według klasyfikacji Guthriego zaktualizowanej przez J.F. Maho, język yaka zaliczany jest do języków ngondi grupy geograficznej języków bantu C, a jego kod to C104.
Dialekty yaka to: beka (bayaka, gbayaka, moyaka) i nzari.